# Louresse-Rochemenier

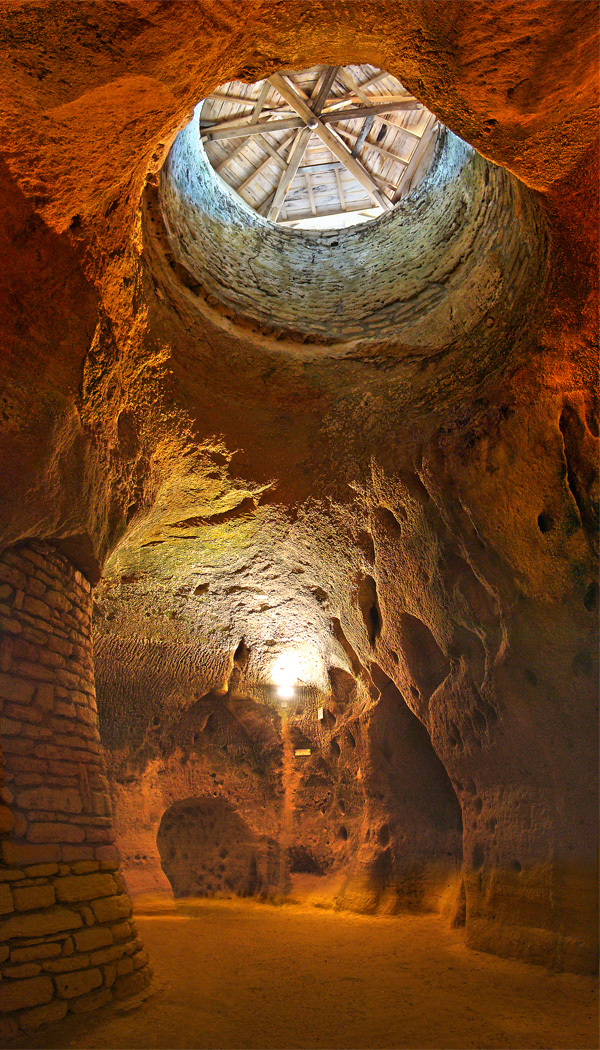
Chapelle troglodytique

Louresse-Rochemenier är en kommun i departementet Maine-et-Loire i regionen Pays de la Loire i nordvästra Frankrike. Kommunen ligger i kantonen Doué-la-Fontaine som tillhör arrondissementet Saumur. År 2022 hade Louresse-Rochemenier 895 invånare.

## Befolkningsutveckling
Antalet invånare i kommunen Louresse-Rochemenier
| Referens: INSEE |